# Urup
 For alternative betydninger, se Urup (flertydig). (Se også artikler, som begynder med Urup)
Urup er en gammel sædegård som nævnes første gang i 1448. Urup ligger ca. ½ km nordvest for Stenbjerg Station ved landevejen mellem Horsens og Østbirk. Gården ligger i Østbirk Sogn i Horsens Kommune. Hovedbygningen er opført i 1540-1595, men er stærkt ombygget og reduceret i 1730-1810. Der hører 100 hektar til Urup i dag.
Søhelten Peder Skram var én af Urups ejere og er begravet ved Østbirk Kirke.

## Ejere af Urup
- (1448-1450) Henrik Madsen
- (1450-1487) Peder Christiansen Skram
- (1487-1512) Christen Pedersen Skram
- (1512-1581) Peder Christensen Skram
- (1581-1601) Niels Pedersen Skram
- (1601-1603) Elsebeth Nielsdatter Skram, gift Bille
- (1603-1608) Espe Bille
- (1608-1610) Elsebeth Nielsdatter Skram, gift Bille
- (1610-1630) Jacob Ulfeldt
- (1630-1656) Birgitte Brockenhuus, gift Ulfeldt
- (1656-1663) Corfitz Jacobsen Ulfeldt
- (1663-1664) Kronen (Godset)
- (1664-1670) Christopher Knudsen Ulfeldt (Hovedbygningen)
- (1670-1678) Peter Hansen
- (1664-1670) Peter Hansen (Godset)
- (1664) Anna Elisabeth von der Groeben, gift Ulfeldt (Godset)
- (1678-1680) Anna Elisabeth Petersdatter Hansen
- (1680-1683) Vilhelm baron Gyldenkrone
- (1683) Regitse Sophie Vind, gift (1) Gyldenkrone (2) Juel
- (1683-1700) Jens Juel
- (1700-1701) Regitse Sophie Vind, gift (1) Gyldenkrone (2) Juel
- (1701-1714) Jørgen Vilhelmsen baron Gyldenkrone
- (1714-1715) Vibeke Dorothea Frederiksdatter von Gersdorff, gift (1) Gyldenkrone (2) von Pentz
- (1715-1720) Gotfred von Pentz
- (1720-1724) Frederik von Gersdorff
- (1724-1726) Edel Margrethe Krag, gift von Gersdorff
- (1726-1728) Jørgen Grabow
- (1728-1732) Lucie Hedevig von Levetzau, gift Grabow
- (1732-1765) Hans Rudolf Jørgensen Grabow
- (1765-1772) Margrethe Øllegaard Rantzau, gift Grabow
- (1772-1775) Frederik Christoffer greve Tramp
- (1775-1777) Jørgen Ditlev greve Tramp
- (1777-1784) Casper Peter Rothe
- (1784-1787) Edel Katrine Severine Soelberg, gift Rothe
- (1787-1805) Ulrich Christian von Schmidten
- (1805-1812) Jørgen Kjær / Israel Karl Wulff
- (1812-1825) Jørgen Kjær
- (1825-1832) Tiburtz Tiburtzius Strange
- (1832-1844) Kristiane Byschou, gift Strange
- (1844-1863) Heinrich Wilhelm Bremer
- (1863-1892) Oscar Emil baron Gyldenkrone
- (1892-1899) Josephine Mørch, gift Gyldenkrone
- (1899-1916) Harding Balthasar Rieffesthal
- (1916) Skanderborg Amts Udstykningsforening
- (1916) A. Svendsen
- (1916-1918) Hans Christian Juel
- (1918-1919) Prpt. Jørgensen
- (1919-1922) Niels A. Høgdall
- (1922-1925) Forskellige ejere
- (1925-1926) Jydsk Land-Hypotekforening
- (1926-1941) Emanuel Andreasen
- (1941-1943) H. Wissing
- (1943-1970) Axel Enggaard
- (1970-1995) Bent Sylvest
- (1995-1999) Hans Henrik Jacobsen
- (1999-) Dan Brockdorff